# Magdeburg
Magdeburg (nizko saško Meideborg, zastarelo slovensko Devin) je glavno mesto in s skoraj 240.000 prebivalci drugo največje mesto dežele Saška - Anhalt v Nemčiji, malenkost za približno enako velikim Hallejem. Leži ob reki Labi.
Oton I., prvi svetorimski cesar in ustanovitelj nadškofije v Magdeburgu, je bil po smrti pokopan v mestni stolnici. Magdeburška različica nemškega mestnega prava, znana pod imenom Magdeburške pravice, se je razširila po vsej Srednji in Vzhodni Evropi. Do leta 1631 je bil Magdeburg eno največjih in najbolj uspešnih nemških mest in pomemben član Hanzeatske zveze.
Magdeburg je bil v svoji zgodovini dvakrat uničen. Katoliška liga je leta 1631 opustošila mesto, kar je povzročilo smrt 25.000 civilistov, kar je največji posamični pokol v tridesetletni vojni. Zavezniki so bombardirali mesto leta 1945 in večino uničili.
Je sedež dveh univerz, Univerze Otto-von-Guericke in Univerze za uporabne znanosti Magdeburg-Stendal.
Leži ob avtocesti 2, zato je na povezovalni točki vzhod (Berlin in širše) z zahodom Evrope, pa tudi na sever in jug Nemčije. Kot sodoben proizvodni center je proizvodnja kemičnih izdelkov, jekla, papirja in tekstilij še posebej gospodarsko pomembna, poleg strojništva in proizvodnega inženiringa, ekotehnologije in upravljanja življenjskega cikla, zdravstvenega menedžmenta in logistike.
Leta 2005 je Magdeburg praznoval svojo 1200. obletnico. Junija 2013 so mesto prizadele rekordne poplave.

## Zgodovina

### Zgodnja leta
Mesto, ki ga je ustanovil Karel Veliki leta 805 kot Magadoburg (verjetno iz stare visoke nemščine magado za 'velik', 'mogočen' in burga za 'utrdbo'), je leta 919 utrdil kralj Henrik I. Ptičar proti Madžarom in Slovanom. Leta 929 je v mesto odšla Edvarda starejšega hči Edith, ki se je poročila s Henrikovim sinom Otom I., kot Morgengabe, nemško običajno darilo, ki ga nova nevesta prejme od ženina in njegove družine po poročni noči. Edith je ljubila mesto in je tam pogosto živela, ob njeni smrti je bila pokopana v kripti benediktinskega samostana Saint Maurice, kasneje obnovljena kot stolnica. Leta 937 je bil Magdeburg sedež kraljevega zbora. Oton I. je večkrat obiskal Magdeburg in bil tudi pokopan v stolnici. Samostanu je podelil pravico do dohodka iz različnih desetin in tlako iz okolice.
Nadškofija Magdeburg je bila ustanovljena leta 968 na sinodi v Raveni; Adalbert iz Magdeburga je bil posvečen kot prvi nadškof. V tem času so bile v nadškofijo vključene še škofije Havelberg, Brandenburg, Merseburg, Meissen in Naumburg-Zeitz. Nadškofi so imeli pomembno vlogo pri nemški kolonizaciji slovanskih dežel vzhodno od reke Labe.
Leta 1035 je Magdeburg prejel patent, s katerim je mesto dobilo pravico do trgovskih razstav in konvencij, ki so osnova kasnejše družine mestnih zakonov, znanih kot Magdeburške pravice. Ti zakoni so bili sprejeti in uveljavljeni po vsej Srednji in Vzhodni Evropi. Obiskovalci iz mnogih držav so začeli trgovati z Magdeburgom.
Magdeburg je v 13. stoletju postal član Hanzeatske zveze. Z več kot 20.000 prebivalci je bil eno največjih mest v Svetem rimskem cesarstvu. Mesto je imelo aktivno pomorsko trgovino na zahod (proti Flandriji), z državami Severnega morja in vzdrževalo promet in komunikacijo z notranjostjo (npr. Braunschweig).

### Reformacija
Državljani so se nenehno borili proti nadškofu, in bil do konca 15. stoletja skoraj neodvisen od njega.
Okoli Velike noči leta 1497 je takrat dvanajstletni Martin Luther obiskoval šolo v Magdeburgu, kjer so ga poučevali »Bratje skupnega življenja«. Leta 1524 so ga poklicali v Magdeburg, kjer je pridigal in povzročil, da so se ljudje odrekli rimskokatoličanstva. Protestantska reformacija je hitro našla privržence v mestu, kjer je bil Luther šolar. Cesar Karel V. je neprestano izobčeval nemirno mesto, ki se je pridružilo zvezi Torgau in  Šmalkaldenski zvezi. Ker ni sprejel Augsburške začasne cerkvene ureditve (1548), je mesto, po ukazih cesarja, oblegal (1550–1551) Mavricij Saški, saški volilni knez, vendar je ohranilo svojo neodvisnost. Nadškofovo vladavino so nadomestili različni upravitelji, ki so pripadali protestantskim dinastijam. V naslednjih letih je Magdeburg pridobil sloves trdnjave protestantizma in postal prvo večje mesto, ki je objavilo Luthrova pisanja. V Magdeburgu so Matija Vlačić Ilirik in njegovi spremljevalci napisali svoje antikatoliške letake in Magdeburger Centurien, v katerih so trdili, da je rimskokatoliška cerkev postala kraljestvo Antikrista.
Leta 1631, med tridesetletno vojno, so cesarske čete pod Johannom Tserclaesom, grofom Tillyjem, vdrli v mesto in poklali prebivalce, jih ubili okoli 20.000 in mesto požgali. Mesto je prestalo prvo obleganje leta 1629 s strani Albrechta von Wallensteina. Po vojni je ostalo samo 4000 prebivalcev. Po Vestfalskem miru (1648) je bilo mesto po smrti upravitelja Avgusta Saxe-Weissenfelsa, kot polavtonomno vojvodstvo Magdeburg, dodeliti v Brandenburg-Prusiji. To se je zgodilo leta 1680.

### 19. stoletje
V času napoleonskih vojn se je utrdba leta 1806 predala francoskim vojakom. Mesto je bilo v Tilsitski pogodbi leta 1807 priključeno k francoskemu vestfalskemu kraljestvu. Kralj Jérôme je za župana imenoval grofa Heinricha von Blumenthala. Leta 1815, po napoleonskih vojnah, je Magdeburg postal prestolnica nove pruske province Saške. Leta 1912 je bila porušena stara trdnjava, leta 1908 pa je občina Rothensee postala del Magdeburga.

### 20. stoletje
Mesto so med drugo svetovno vojno močno bombardirale britanske in ameriške letalske sile. Bombni napad RAF v noči 16. januarja 1945 je uničil velik del mesta. Ocenjuje se, da je bilo število smrtnih žrtev 2000–2500.
Konec druge svetovne vojne je mesto s približno 340.000 prebivalci postalo glavno mesto pokrajine Magdeburg. Brabagov obrat Magdeburg / Rothensee, ki je proizvajal sintetično olje iz premoga lignita, je bil cilj Naftne kampanje druge svetovne vojne. Impresivna Gründerzeitska predmestja severno od mesta, imenovana Nordfront, so bila uničena, kot tudi glavna mestna ulica z baročnimi stavbami. 19. aprila 1945 ga je zasedla deveta enota ameriške vojske, 1. julija 1945 pa je bila prepuščena Rdeči armadi. Povojno območje je bilo del sovjetske cone okupacije in številne preostale mestne stavbe izpred druge svetovne vojne so bile uničene, le nekaj stavb v bližini stolnice in v južnem delu starega mestnega jedra so obnovili v predvojno stanje. Pred združitvijo Nemčije so mnoge ohranjene zgradbe Gründerzeit ostale nenaseljene in po letih degradacije čakale na rušenje. Od leta 1949 do združitve Nemčije 3. oktobra 1990 je Magdeburg pripadal Nemški demokratični republiki.

### Po združitvi Nemčij
Leta 1990 je Magdeburg postal glavno mesto nove dežele Saška - Anhalt v združeni Nemčiji. Ogromni deli mesta in njegovo središče so bili obnovljeni v modernem slogu. Njegovo gospodarstvo je med najhitreje rastočimi v nekdanji Vzhodni Nemčiji.
Leta 2005 je Magdeburg praznoval svojo 1200. obletnico.
Mesto je leta 2013 prizadela evropska poplava. Organi so razglasili izredno stanje in povedali, da pričakujejo, da se bo reka Laba dvignila višje kot v letu 2002. V Magdeburgu, kjer je vodostaj dosegel 5 m nad normalno, je bilo okoli 23. 000 prebivalcev 9. junija evakuirano.
- Magdeburg je prestolnica in sedež Landtaga Saške - Anhalta
- Univerza Otto-von-Guericke Magdeburg je bila ustanovljena leta 1993
- Zelena citadela Magdeburg, zgrajena 2005
- Magdeburg leta 2013 med poplavo Labe
- Središče Magdeburga ima številne stavbe stalinistične arhitektur iz 1950-ih.

## Geografija
Avtonomno mesto v središču dežele Saška - Anhalt leži ob srednji Labi in na vzhodnem robu podeželja Magdeburger Börde na starem kulturnem terenu in slikovitem središču regije Magdeburg (imenovana tudi Elbe-Börde-Heide). Kot lokalno središče za določanje položaja Magdeburga velja severna Domspitze - stolnice, ki je na 56 m nmv. Najvišja vzpetina je Hängelsberge, ki spada v greben Börde in je na 123,8 m nmv, najnižja točka je 40,6 m nmv.
Mesto se razteza predvsem na zahodni obali velikega toka na nivoju terena, ki ga tvorijo Domfelsen (pesek in meljevci Rotliegendena v podaljšku grebena Flechtinger). Magdeburg je eno od redkih mest v severnonemški planoti, poleg Greywackeja, na peščenih sedimentnih kamninah iz paleozoika in v manjšem obsegu na retinitu in ledeniških kremenovih usedlinah. Del mesta leži na podolgovatem otoku med Labo in "Staro Labo" in ravnem vzhodnem bregu reke. Površina mesta je približno 201 km². 
Tipično za vzhodnonemška mesta, tudi Magdeburg nima izrazitega primestnega pasu in ni v metropolitanskem območju. Vendar, ker deluje kot glavno gibalo razvoja za okoliške regije, je razvrščen kot regiopolis. Najbližja mesta so Wolfsburg približno 64 kilometrov severozahodno, pobrateno mesto Braunschweig približno 75 kilometrov zahodno, Halle (Saale), približno 75 kilometrov južno in Potsdam približno 105 kilometrov vzhodno. Berlin je oddaljen 130 kilometrov vzhodno.
Laba prečka Magdeburg v dolžini 21 km. Vodomer na Strombrücke je na 39.74 m nadmorske višine. Poleg tega ima mesto več jezer, vključno Salbker (skupaj 51,7 ha) ali Barleber (103 ha) in II (71,9 ha).
Med 50 največjimi nemškimi mesti ima, glede na študijo iz prvega četrtletja leta 2007, Magdeburg drugi največji delež javnih zelenih površin za Hannovrom.
Magdeburg ima vlažno kontinentalno podnebje (Dfb), ki meji na oceansko podnebje (Cfb) po Köppenovi podnebni klasifikaciji.

### Zaščitena območja
Na območju Magdeburga je bilo doslej zabeleženih 160 zaščitenih biotopov, med drugim barje, močvirja in poplavni gozdovi, skupine živih mej, žive meje in izviri.
Za varstvo narave in krajine oziroma za ohranjanje in razvoj bivalnih prostorov je v Magdeburgu "naravni rezervat Kreuzhorst". V srednji nižini Labe je eden redkih naravnih aluvialnih gozdnih kompleksov. Večinoma je poraščen s hrastom-jesenom. V naravnem rezervatu so doslej zabeležili 32 vrst sesalcev, od tega 16 na rdečem seznamu Saške - Anhalta, tri vrste plazilcev in dvanajst dvoživk, od katerih je šest ogroženih, enajst vrst rib, okrog 3000 vrst metuljev in 168 vrst hroščev. Omeniti je treba pojavljanje rogačev, hrastovega kozlička, činklje, ogroženih vrst, bobra in ogroženega dihurja.
Biosferni rezervat srednje Labe je življenjski prostor mnogih ogroženih vrst in ekološke vrednosti zaradi velikega števila mrtvic. Razteza se na dele poplavne ravnice in vzhodno od poplavnih nasipov.
Poleg tega je v Magdeburgu nekaj zaščitenih parkov, kot sta "Goethe-Anlagen" ali "Schneiders Garten", biosferni rezervat in zaščitene vode.

## Znamenitosti

### Staro mesto in staro Novo mesto
- Magdeburška stolnica je danes škofijska cerkev Evangeličanske cerkve cerkvene dežele Saške. Na mestu njene predhodnice, zgorele leta 1207, je bila današnja cerkev zgrajena med letoma 1209 do 1520 na Domfelsnu. Čeprav se je triladijska bazilika začela z gotsko zasnovo, so najstarejši deli stavbe še vedno romanski. V nasprotju z mnogimi gotskimi stolnicami v Nemčiji je bila v srednjem veku dokončana do stolpov. Njeni umetniški zakladi so stari stebri iz porfirja, marmorja in granita, velik krstilnik, verjetno iz dacita, in grobnica cesarja Otona I. Iz leta 2008 ima stolnica največje orgle v deželi Saška - Anhalt. Vsako leto stavbo obišče več kot 100.000 obiskovalcev.
- Samostan Naše ljube gospe,  je bil zgrajen leta 1063/64 in leta 1129 dodeljen premonstratencem. V prostorih pomembnega romanskega samostanskega kompleksa je mestni muzej likovne umetnosti, ki je bil odprt leta 1974. Čeprav je večina eksponatov razstavljena v samostanu, so nekateri kipi tudi v bližnjem parku. Poleg tega je bila cerkvena ladja na novo urejena leta 1977 kot koncertna dvorana Georga Philippa Telemanna.
- Cerkev svetega Janeza, zgrajena leta 1207-1238 v bližini mestne hiše, se danes uporablja kot dvorana za proslave in koncertna dvorana. Skulptura Žalostni Magdeburg v predprostoru je bil rešen leta 1945 iz ruševin cerkve. Je spomin na osvajanje in kasnejše opustošenje mesta s strani cesarske vojske med tridesetletno vojno 20. maja 1631.
- Enoladijska gotska Magdalenina kapela je bila zgrajena leta 1315 kot darilo sprave in šele leta 1385 prenesena v sosednji Magdalenin samostan.
- Cerkev svetega Petra, znana tudi kot univerzitetna cerkev, je bila ustanovljena leta 1150 še izven mesta. Okoli leta 1400, medtem ko je pripadala Magdeburg Neustadt, je bila razširjena v gotsko dvoransko cerkev.
- Cerkev svetega Boštjana je bila ustanovljena leta 1015. Ladja ima romanske in gotske značilnosti in je bila v veliki meri obnovljena v današnji obliki v 14. in 15. stoletju. Po približno stotih letih kot skladišče, od leta 1873 spet služi kot katoliška župnijska cerkev. Od leta 1994 je to stolnica rimskokatoliške škofije Magdeburg.
- 'Wallonerkirche je gotska cerkev, ki je bila zgrajena leta 1285 kot cerkev Avguštinskega samostana.

### Utrdbe
Prve utrdbe mesta segajo v 12. ali 13. stoletje. V tem času je imel Magdeburg mestno obzidje na severnem delu starega mesta med Krökentor, Otto-von-Guericke in stolnico. V letih od 1500 do 1550 so obrambo utrjevali z rondelami in bastijoni, mestno obzidje je imelo trdnjavske stolpe, od katerih so nekateri še ohranjeni.
Magdeburška trdnjava je bila skoraj popolnoma uničena leta 1631, izgubila neodvisnost in leta 1666 prešla pod brandenburški garnizon. Do leta 1740 so se utrdbe vse bolj dograjevale, širile in krepile. Po naročilu Friderika II. je bil Magdeburg od leta 1740 dalje razširjen in vzdrževan, a jer je imel zastarelo orožje, ga je moral leta1806 prisilno zapustiti, da bi ga prevzele Napoleonove enote po treh letih obleganja. Šele leta 1812 in 1813 so Francozi ponovno okrepili trdnjavo. Leta 1814 je utrdba po osvobodilnih vojnah prešla nazaj v pruske roke.
Gradnja železniške proge Magdeburg - Leipzig leta 1838 je zahtevala delno rušenje obzidja, zaradi povečane ranljivosti pa so 1860 zgradili okoli 13 zunanjih utrdb, ki so jim 1890 dodali še šest vmesnih delov. Čeprav je bila to ena najmočnejših fortifikacij Prusije z začetka 18. stoletja, jo je 1912 ukinila?  neučinkovitost.
Izbor še obstoječih utrdb:
- Citadela Magdeburg – zgrajena leta 1702, osrednji del trdnjave, pozneje tudi strašni zapori v Prusiji
- Ravelin 2 – zgrajen leta 1700, samostojna trdnjava, zaščitni jarek med dvema bastijonoma
- Kaserne Mark – zgrajena leta 1860, obrambna kasarna, zadnja mestna ovira za napad na mesto, danes pa je raznolik kulturni in konferenčni center.
- Kavalir "Scharnhorst" – zgrajen leta 1873, je bil uporabljen za zaščito železniške proge Berlin - Biederitz - Magdeburg - Buckau in most čez Stromelbe, kratek čas zaporniški tabor, ki se zdaj uporablja za prireditve na prostem.
- Bastijon Cleve – južna utrdba na Labi, osrednji element je "Stolp Cleve", ponovno odprt leta 2008 in je prosto dostopen obiskovalcem [9]
- Lukasklause – pozno gotski trdnjavski stolp, danes muzej Otto-von-Guericke
- Kiek in de Köken – zgrajen leta 1431, stolp srednjeveškega mestnega obzidja
- različna vrata, med drugimi: Krökentor, Altes Brücktor, Neuer Brücktor, Buckauer Tor, Charlottentor ali Cracauer Tor
- več utrdb, vključno Fort I, Fort Berge, Fort Ila, Fort III ali Fort XII
- Turmschanze – zavarovanje prehodov čez Labo kot vzhodni prehod
- več hiš – ki bi jih morali uničiti v najkrajšem možnem času, da bi dobili obrambno polje za branilce mesta.

### Druge stavbe
Magdeburg ima poleg številnih sakralnih in trdnjavskih zgradb še veliko drugih sakralnih objektov. Zelena citadela Magdeburga je ena najzanimivejših in je zadnji arhitekturni projekt Friedensreicha Hundertwasserja. Dokončana je bila leta 2005 na Breiten Weg v bližini stolnice, zato gradnja ni bila nesporna. V njej je hotel, najem apartmajev, trgovine, restavracije, kavarne in gledališče.
Na severu Magdeburga je znamenito križanje vodnih poti v Magdeburgu. Po prvi zasnovi take strukture leta 1877, je bila več kot 100 let zatem, 10. oktobra 2003, konstrukcija dokončana. Križanje vodnih poti vključuje pomembno povezavo sever-jug z Labo in enako pomembno povezavo vzhod-zahod, ki jo sestavljata prekopa Mittelland in Labe-Havel. Drugi sestavni deli sistema so več kot 1 km dolg prečni most, ki premošča prekop Mittelland čez Labo, zapornice Rothensee, Niegripp in Hohenwarthe. Ta največji evropski akvadukt, imenovan Magdeburški kanalski most (nem. Kanalbrücke Magdeburg), nosi kanal z ladjami preko Labe in njenih bregov, kar omogoča nepretrgan ladijski promet.
Stara mestna hiša Magdeburga z Ratskeller, zgrajena med letoma 1691 in 1698 je tako najpomembnejša stavba tega stoletja, ki z »Novo mestno hišo« tvori vzhodno mejo Stare tržnice.
Decembra leta 1906 se je odprl muzej Kaiser Friedrich, današnji muzej kulturne zgodovine. Stavba je bila med drugo svetovno vojno hudo poškodovana in je med rekonstrukcijo izgubila svoj značilni velik stolp na vogalu stavbe.
V slogu historicizma je bila zgrajena med 1900 do 1906 stavba okrajnega sodišča (takrat sodna palača). Leta 1945 je bila veličastna stavba hudo poškodovana in leta 2001 obnovljena. Uničeni del stavbe je zamenjala sodobna stavba. Štiri-nadstropna stavba pravosodnega centra Eike Repgow je bila zgrajena od leta 1895 do leta 1899 v slogu historicizma po vzori nizozemskih poznih gotskih in renesančnih slogov.

### Mostovi
Laba Magdeburg deli na dve veliki mestni območji, mesto pa se razprostira na zahod. Med mestnimi območji je otok Marieninsel, na katerem je med drugim park Rotehornstadtpark. Posledično so mostovi sčasoma postali pomemben del mesta. Magdeburg ima skupaj 135 mostov, od tega 103 cestne in 32 brvi za pešce (od leta 2009).
Najstarejša kamnita mostova sta iz leta 1882, Zollbrücke s štirimi alegoričnimi figurami, ki so bile obsežno prenovljene v letih 2006/2007 in Anna-Ebert-Brücke, na koncu katerega je kamnit lev. Na vzhodu je Neue Strombrücke iz leta 1965, vendar ni kot njegov predhodnik, ki je bil zgrajen z loki. Ker sta oba zgodovinska mostova v razpadajočem stanju, bo v naslednjih nekaj letih zgrajen most s poševnimi zategami na zahodnem delu stare Labe.
Severni sklop mostov, ki so obrnjeni proti zahodu in so skoraj vzporedni drug ob drugem sestavljajo Jeruzalemski most znan kot južni most, je ločni most iz leta 1952 in Nordbrücke, kovinski ločni most iz leta 1996 in Most miru, ki je sestavljen iz dveh delov, od tega je južni jekleni kompozitni most iz leta 1997, severni pa prednapet betonski most iz leta 1996. Za motorni promet je prehod Labe v mestnem območju možen samo prek Nordbrückenzuga ali Strombrückenzuga.
Sternbrücke na jugu Magdeburga povezuje staro mesto z otokom Rotehorn in parkom Rotehornpark. Na tem mestu je bil leta 1922 odprt Alte Sternbrücke, ki je bil razstreljen leta 1945 med drugo svetovno vojno. Od leta 1991 so razmišljali o obnovi, leta 2005 pa se je končal s slovesnim odprtjem pred 100.000 ljudmi. Uporabljajo ga pešci in kolesarji, avtobusi javnega prevoza in taksiji.
Eden največjih dvižnih mostov v Nemčiji je Hubbrücke Magdeburg iz leta 1934. Enotirni železniški most je bil zgrajen leta 1846/47 kot večdelna konstrukcija z vrtljivim srednjim delom. Zaradi večjih ladij je bilo treba leta 1895 zamenjati nihajni most z dvižnim, ki ga je leta 1934 zamenjal sedanji objekt. Ne uporablja se več kot železniški most, ampak le kot most za pešce. Srednji del (razpon 90 m) je zaradi ladijskega prometa stalno dvignjen.
Drugi dvižni most je v trgovskem pristanišču Hubbrücke im Handelshafen, ki je najstarejši v Nemčiji. Zgrajen leta 1894 za pristaniško železnico, je zdaj zaprt in je le? tehnični spomenik. Od leta 2009 je odprt za pešce in kolesarje.
Železniški most čez Labo, Herrenkrug-Eisenbahnbrücke, se razteza na območju trgovskega pristanišča in je bil dokončan leta 1979. Zamenjal je železniški most, ki je bil zgrajen leta 1873 in je pri oseki s svojimi stebri predstavljal oviro za ladje.
Drugi mostovi so Herrenkrugsteg, ki od leta 1999 povezuje pešce in kolesarje preko Labe do Herrenkrugparka v Magdeburg Neustadt, Brücke am Wasserfall v bližini slapa Cracauer, ki je odprt tudi za pešce in kolesarje, ter Reyherbrücke čez Taube Elbe in je redka kovinska mostna konstrukcija v obliki ribjega trebuha ali leče..

## Pobratena mesta
Magdeburg je pobraten z:
| - Sarajevo, Bosna in Hercegovina, od 1977 - Braunschweig, Germany, od 1987 - Nashville, Tennessee, ZDA, od 2003 - Zaporožje, Ukrajina, od 2008 | - Radom, Poljska, od 2008 - Harbin, Kitajska, od 2008 - Le Havre, France, od 2011 |